# Trận Grunwald (tác phẩm hội họa)
Trận Grunwald (tiếng Anh: The Battle of Grunwald) là một tác phẩm hội họa của họa sĩ nổi tiếng người Ba Lan Jan Matejko. Bức tranh miêu tả lại trận chiến Grunwald giữa quân đội của các Hiệp sĩ Teuton với liên minh giữa Vương quốc Ba Lan và Đại công quốc Litva, diễn ra vào năm 1410 với chiến thắng chung cuộc thuộc về liên minh giữa Ba Lan và Litva. Vì lí do đó, bức tranh Trận đánh Grunwald có tầm ảnh hưởng sâu rộng và có sức tác động lớn lên dân chúng Ba Lan. Ngoài ra, bức tranh có niên đại 1878 này được xem là một trong những bức tranh đẹp nhất về những người anh hùng Ba Lan trong lịch sử. Hiện tại, bức tranh đang được lưu giữ tại Bảo tàng quốc gia Warszawa.

## Miêu tả
Trận Grunwald được Jan Matejko vẽ theo sự kiện trong lịch sử Ba Lan và Litva, Đại công quốc Litva và cuộc đấu tranh của các công quốc Đông Âu chống lại Hiệp sĩ Teuton. Ở trung tâm bức tranh là Đại công tước Litvia Vytautas Đại đế (Witold) mặc bộ đồ đỏ với thanh gươm giương cao. Vị trí của Vytautas trong bức tranh có phần nổi bật hơn so với người anh em họ của mình - Władysław II Jagiełło (Jogaila), vua của Ba Lan. Với việc sắp xếp bố cục tập trung vào Vytautas hơn là dụng ý của Matejko khi ông muốn nhấn mạnh tầm quan trọng của Litvia đối với Ba Lan, cũng như giá trị của sự hợp tác song phương trong Liên minh Ba Lan - Litvia. Tuy nhiên theo một số ý kiến, việc sắp xếp bố cục như vậy là do Matejko đã bị ảnh hưởng bởi những bài viết của Jan Długosz, cho rằng Vytautas quan trọng hơn Jagiełło - người vốn được truyền thông Ba Lan cho là chỉ huy trận chiến.
Những chi tiết nổi bật được vẽ lại trong bức tranh bao gồm những phân cảnh hiệp sĩ Dippold Kikeritz cố gắng tấn công vua Ba Lan nhưng thất bại; cảnh Ulrich von Jungingen bị đánh bại; và cảnh cuối cùng miêu tả những cảnh tản mát của các kỵ binh Teuton cố gắng đào thoát.
Bức tranh miêu tả một cách sinh động những diễn biến của trận chiến, mà với tinh thần Ki-tô giáo khi mô tả một vị thánh đang phù hộ các binh sĩ. Phía dưới, những nét mặt bộc lộ từng biểu cảm từ kinh hãi đến hốt hoảng đều được Jan Matejko vẽ nên một cách dường như hoàn hảo.